# M6 Digital Services
M6 Digital Services, anciennement Oxygem, puis M6 Web, est une entreprise française spécialisée dans les sites web thématiques appartenant au Groupe M6 et basé à La Madeleine, dans la Métropole européenne de Lille (Nord).

## Historique
Le 30 avril 2008, M6 Web, filiale du Groupe M6, rachète 100 % de la société lyonnaise Cyréalis aux fondateurs qui quitteront progressivement l'entreprise,. Tous les actifs de Cyréalis sont transférés à M6 Web, la société étant finalement radiée le 5 janvier 2009[réf. incomplète].
En janvier 2015, M6 Web rachète Oxygem, un éditeur de sites web tels que CuisineAZ.com, Passeportsanté.net et Radins.com.
En 2018, le spécialiste de la formation Elephorm est revendu au groupe Studi.[réf. nécessaire]
En janvier 2019, l'entreprise M6 Web se scinde en deux sociétés : M6 Digital Services et M6 Distribution,.
En mars 2020, iGraal est cédée au groupe Global Savings Group.
En mars 2021, la société de routage email Mindbaz est à son tour revendue.
En octobre 2023, M6 vend les sites Passeport Santé, Cuisine AZ, Fourchette & Bikini, Déco, Turbo, M6 Météo, Croq'Kilos et Croq'Body à Prisma Media pour un montant non dévoilé.

## Organisation
(mars 2025).
- Si vous ne connaissez pas le sujet, laissez ce bandeau (vous pouvez alors contacter les auteurs).
- Si vous supprimez le contenu mis en cause (vous pouvez préalablement contacter les auteurs),

argumentez précisément cette suppression dans la page de discussion
(un manque de référence n'est pas un argument ; une recherche réelle de référence doit avoir été effectuée, être formellement documentée).
M6 Digital Services est la filiale numérique spécialisée dans l'activité de pure-player digital du Groupe M6, qui développe l'activité multimédia du groupe sur les nouveaux supports numériques et des sites web thématiques.

### Portails thématiques
- CuisineAZ.com : cuisine et alimentation ;
- Déco.fr : décoration maison/jardin ;
- Fourchette & Bikini : bien-être féminin ;
- M6météo : prévisions météorologiques à 15 jours partout dans le monde ;
- PasseportSanté.net : santé au naturel ;
- Turbo.fr : automobile. Le site de l'émission de télé diffusée sur M6 ;
- AstroVibes.fr : Un site d'astrologie.

### Services payants
- Croq'Kilos : cuisine et rééquilibrage alimentaire ;
- Croq'Body : programme sportif associé à Croq'Kilos

### Sociétés internet
- Quicksign : signature numérique.

### Anciennes activités
- Clubic : actualité high-tech et numérique ; finalement revendu pour redevenir indépendant en mars 2018[9],[10].
- Achetezfacile.com : comparateur de prix sur internet ; Le site semble finalement abandonné en 2018 : M6 ne communique pas, mais l'URL est indisponible, le contenu Facebook et Twitter est supprimé et l'audience est en chute libre[11].
- MinuteFacile.com : astuces vidéo ;
- Panorabanques.com : comparateur de tarifs bancaires ;
- Radins.com : plateforme de promotion commerciale ;
- Météocity : ancien site météo du groupe Oxygem, rebrandé M6météo à la suite du rachat par M6.
- Elephorm : formation en ligne cédé en 2018 ;
- iGraal : site de cash back cédé en 2020 ;
- Mindbaz : routage e-mail  cédé en 2021 ;
- Odiso : hébergement e-commerce cédé en 2021[12] ;